# Остмагорн
Остмагорн (нід. Oostmahorn, фриз. De Skâns-Oostmahorn) — село в нідерландській провінції Фрисландія, на узбережжі водосховища Лауверсмер. Входить до муніципалітету Північно-Східна Фрисландія.
Його площа становить 0,69 км², а населення станом на 2021 рік складало 85 осіб.
Перша згадка про населений пункт датується 1543 роком.

## Галерея

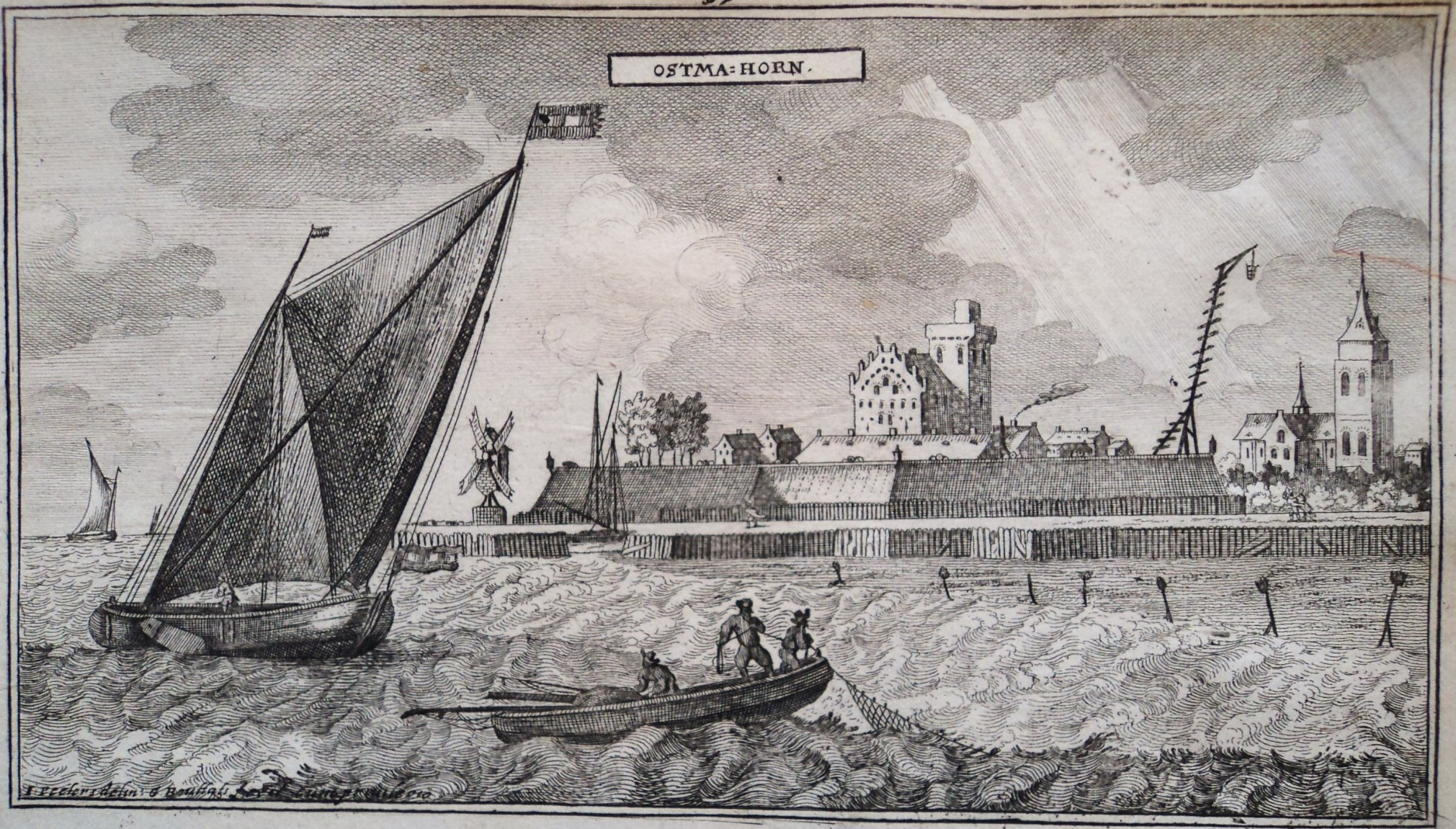
Гравюра з видом села (1674)
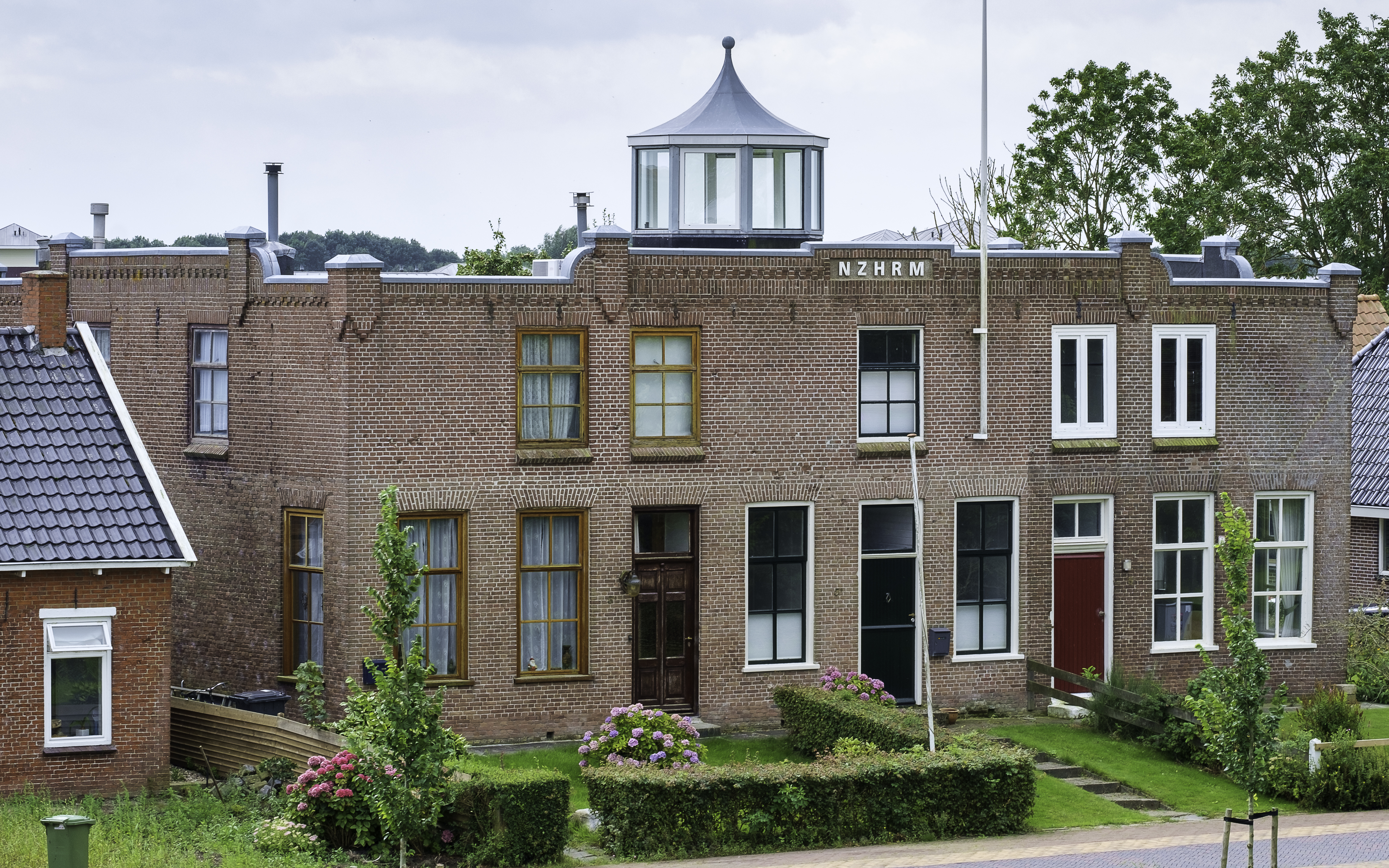
Колишня будівля морської і спасальної авіації
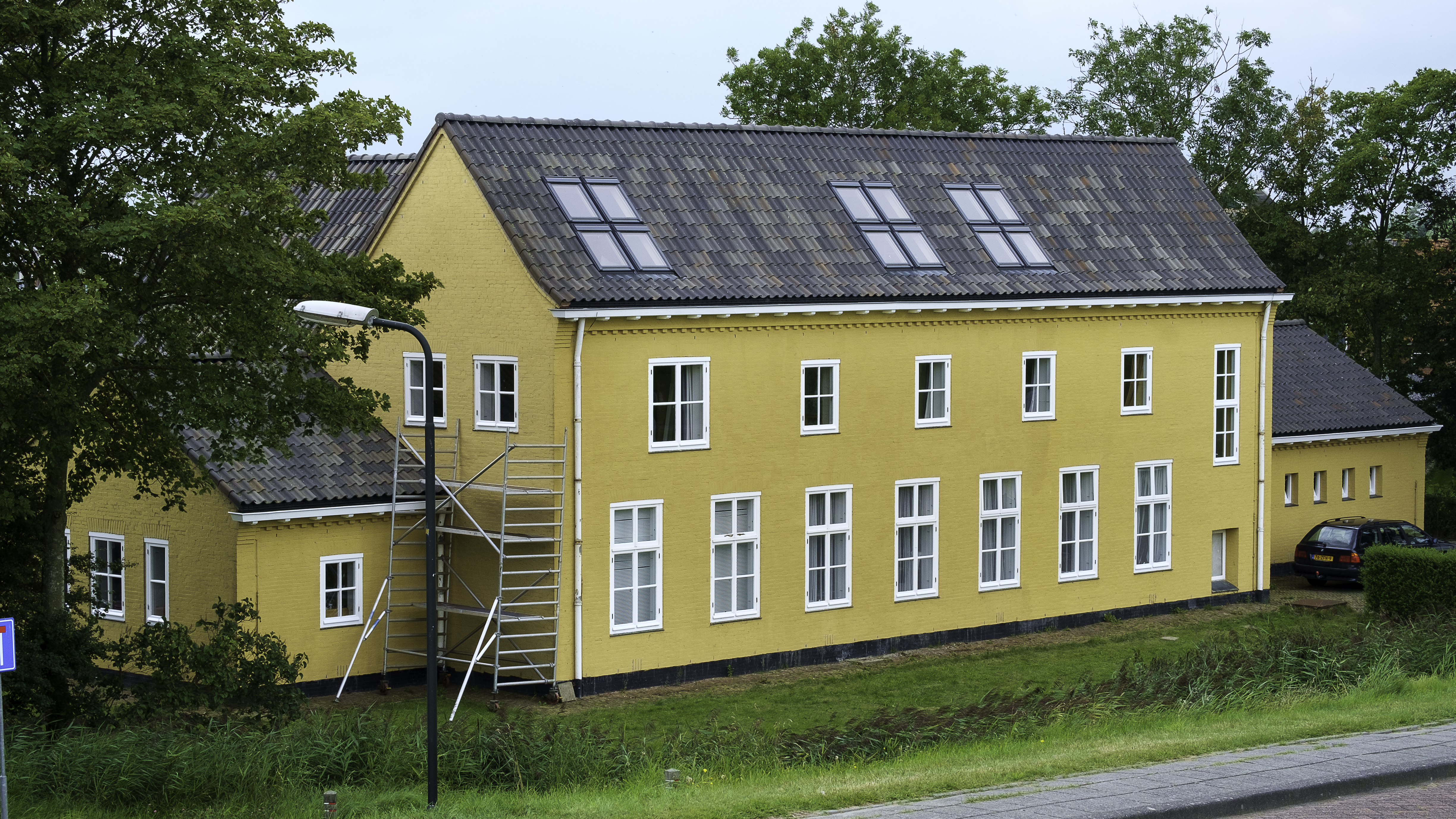
Будівля колишнього телекомунікаційного центру
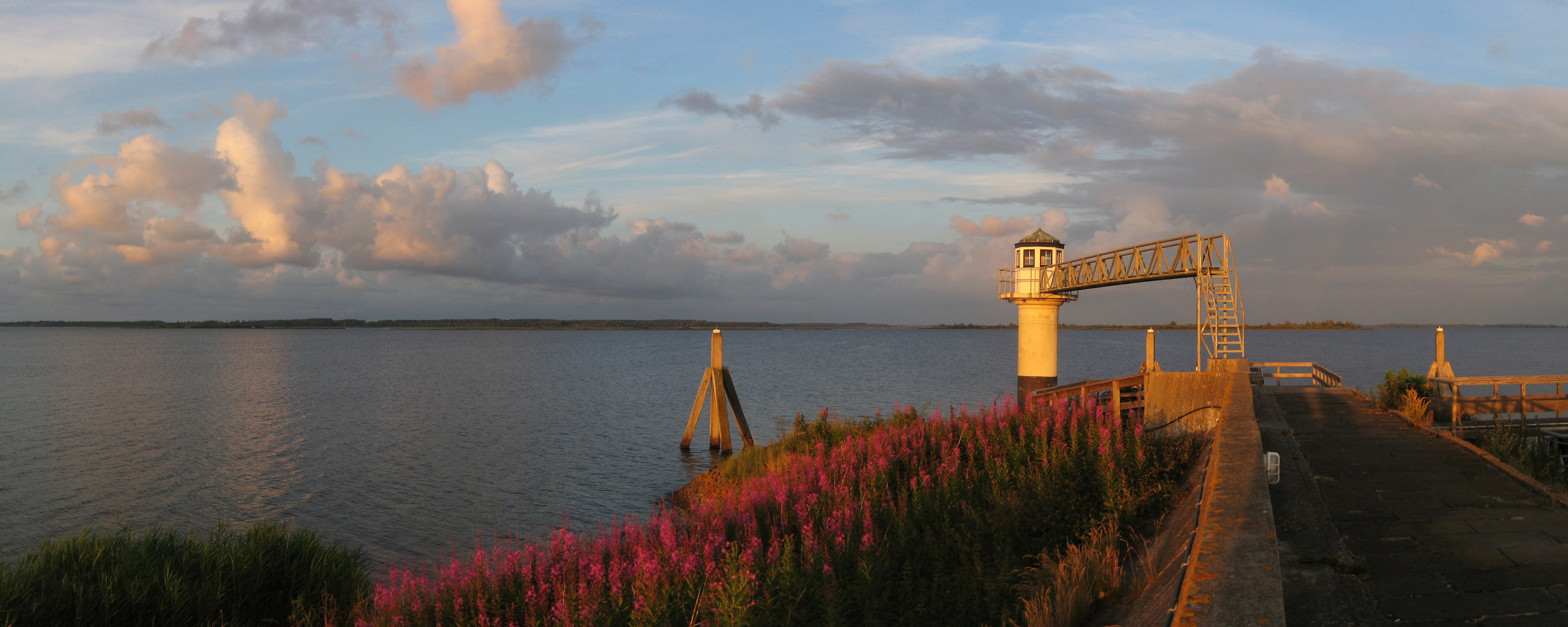
Маяк на водосховищі Лауверсмер